# Volkshochschule Dortmund

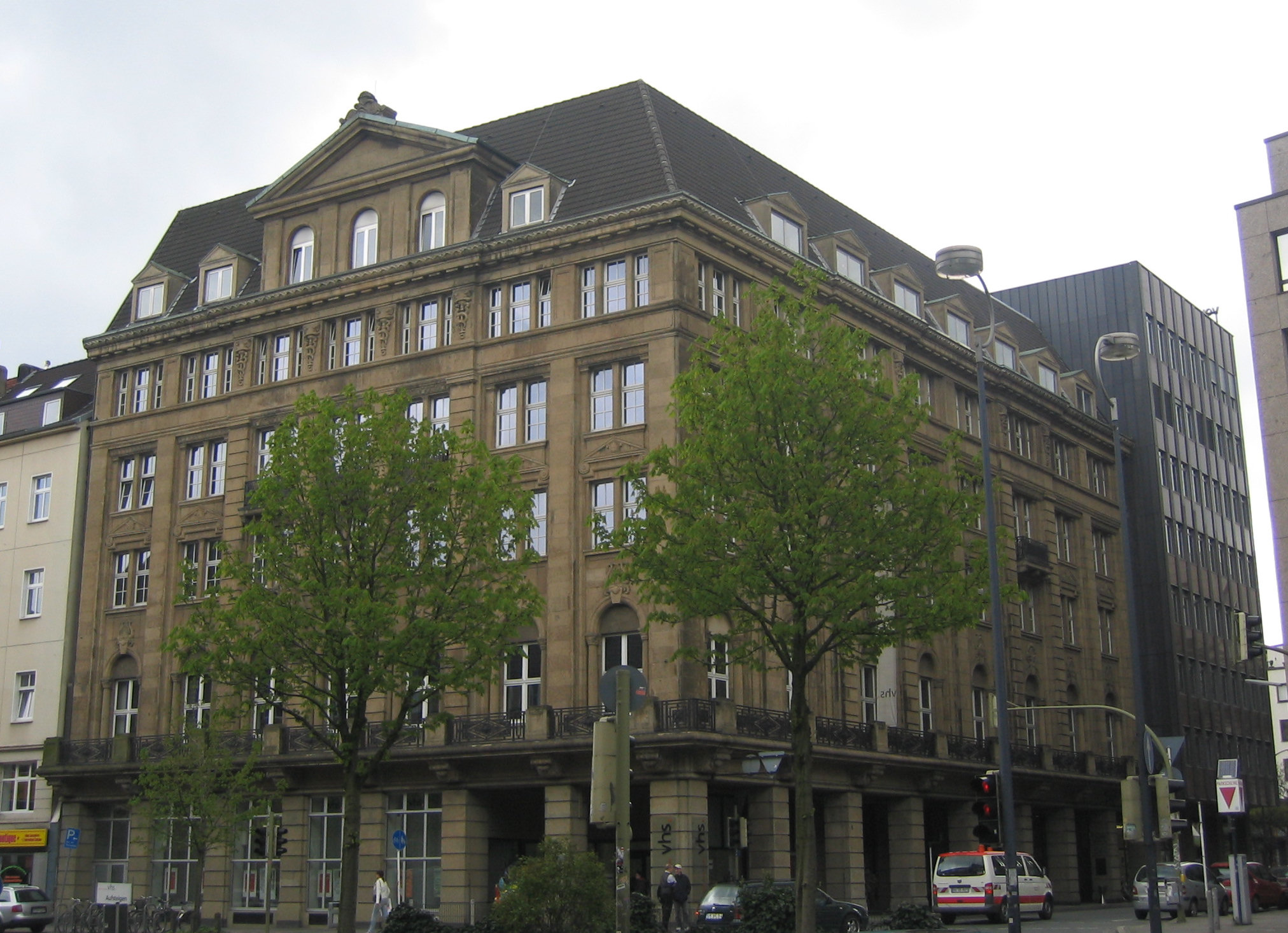
Die Volkshochschule im Löwenhof

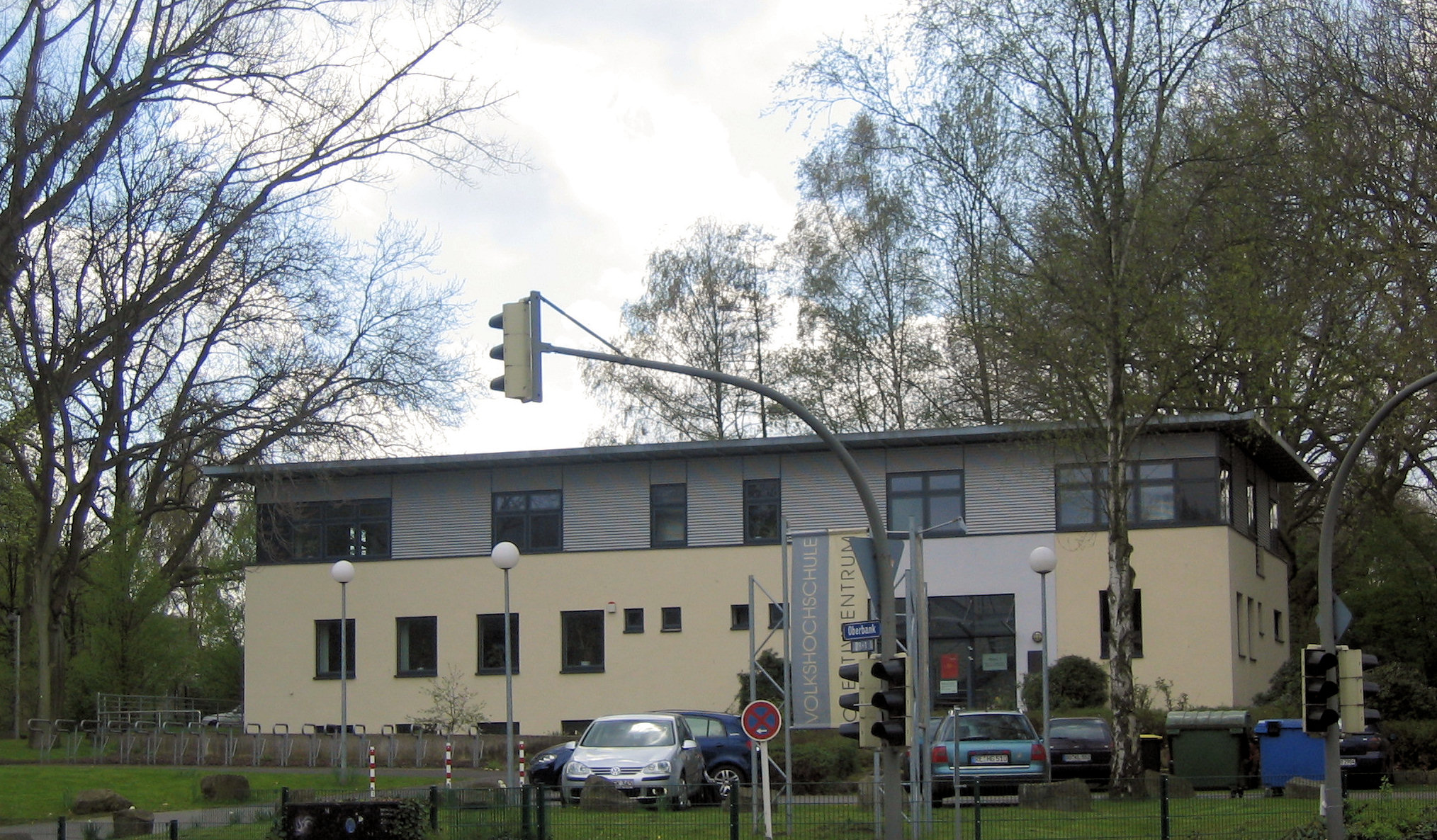
Das Creativzentrum der Volkshochschule in Dorstfeld

Die Volkshochschule Dortmund wurde am 6. Juni 1913 als erste Volkshochschule im Ruhrgebiet vor dem Ersten Weltkrieg gegründet. Getragen wurde sie vom Dortmunder Volkshochschulverein, dessen Vorsitzender der ehemalige Reichstagsabgeordnete Franz Lütgenau war.
Nach einer kurzen Unterbrechung im Ersten Weltkrieg setzte die Volkshochschule ihre Arbeit fort und erreichte in den 1920er Jahren eine erste Blütezeit. Nach der Machtübernahme der Nationalsozialisten wurde die Volkshochschule Dortmund am 4. Dezember 1933 geschlossen.
In den ersten Nachkriegsjahren nahm die Volkshochschule 1946 unter Emil Figge ihre Arbeit wieder auf. Mit der Übernahme der Leitung durch Alfons Spielhoff und der Möglichkeit, im neu erbauten Fritz-Henßler-Haus Räumlichkeiten zu nutzen, wurde Mitte der 1950er Jahre ein kontinuierlicher Ausbau des Programms eingeleitet.
Einen entscheidenden Fortschritt brachte dann das Jahr 1975 mit dem Inkrafttreten des Weiterbildungsgesetzes des Landes Nordrhein-Westfalen, das den Betrieb von Volkshochschulen zur Pflichtaufgabe der Kommunen machte und gleichzeitig eine Finanzierungsbeteiligung des Landes festschrieb. In der Folge wurde die Volkshochschule 1978 ein eigenständiges Stadtamt der Stadt Dortmund. In den 1990er Jahren gab es erneut eine Reorganisation. Die Volkshochschule ist heute Teil der Kulturbetriebe Dortmund, zu der auch das Theater, die Museen und weitere kulturelle Einrichtungen der Stadt gehören.
Sitz der Volkshochschule Dortmund ist heute der Löwenhof, das 1912/1913 nach Plänen der Architekten Paul Lutter und Hugo Steinbach errichtete, ehemalige Elite-Cafe Dortmund, eines der größten Konzert-Cafés im Westen Deutschlands.
Die Volkshochschule Dortmund ist heute der größte kommunale Weiterbildungsdienstleister im Ruhrgebiet und bietet im Semester über 2.000 Veranstaltungen an.